# Edvard Gylling

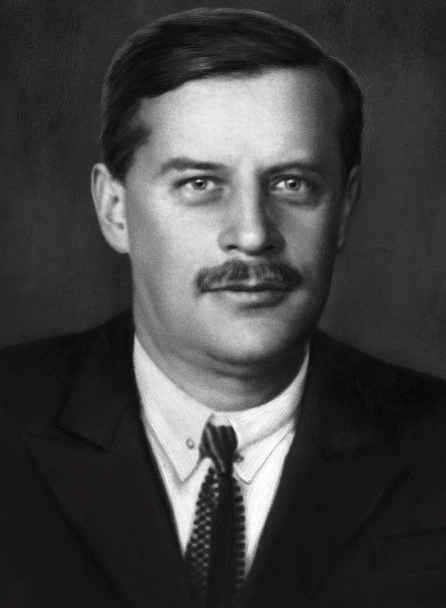
Edvard Gylling

Edvard Otto Vilhelm Gylling (ur. 30 listopada 1881 w Kuopio, zm. 14 czerwca 1938 w Kommunarce) – działacz i przewodniczący Socjaldemokratycznej Partii Finlandii, premier Karelskiej ASRR (1923-1935).

## Życiorys
W 1903 ukończył studia na Wydziale Ekonomicznym Uniwersytetu Aleksandrowskiego w Helsinkach i został kandydatem nauk filozoficznych, w 1904 wstąpił do Socjaldemokratycznej Partii Finlandii, od sierpnia 1908 do lutego 1910 i ponownie od lutego 1911 do maja 1918 był deputowanym do Sejmu Finlandii. W 1909 uzyskał doktorat z filozofii, 1910-1918 był docentem Uniwersytetu Aleksandrowskiego w Helsinkach i jednocześnie 1913-1917 członkiem Komitetu Wykonawczego Socjaldemokratycznej Partii Finlandii, a 1917-1918 przewodniczącym tej partii. Od marca do 26 kwietnia 1918 był pełnomocnikiem ds. finansów Rady Pełnomocników Ludowych Finlandii, w 1918 szefem Głównego Sztabu Czerwonej Gwardii Finlandii, po zakończeniu wojny domowej w Finlandii i przegranej "czerwonych" 1918-1920 przebywał na emigracji w Szwecji. W 1920 udał się do Rosji radzieckiej, wstąpił do WKP(b) i został przewodniczącym Karelskiego Komitetu Rewolucyjnego (od 7 czerwca 1920 do 11 lutego 1921). Od lutego 1921 do września 1923 był przewodniczącym Komitetu Wykonawczego Obwodowej Rady Karelskiej Komuny Pracowniczej, jednocześnie od grudnia 1921 do lutego 1922 przewodniczącym Karelo-Murmańskiego Komitetu Rewolucyjnego, następnie od 4 września 1923 do 5 listopada 1935 przewodniczącym Rady Komisarzy Ludowych Karelskiej ASRR, a od 1936 do lipca 1937 pracownikiem naukowym Instytutu Gospodarki Światowej i Polityki Światowej.
17 lipca 1937 został aresztowany podczas wielkiego terroru, 14 czerwca 1938 skazany na śmierć przez Wojskowe Kolegium Sądu Najwyższego ZSRR i rozstrzelany. 16 lipca 1955 pośmiertnie zrehabilitowany.